# قلمرو یونه‌زاوا

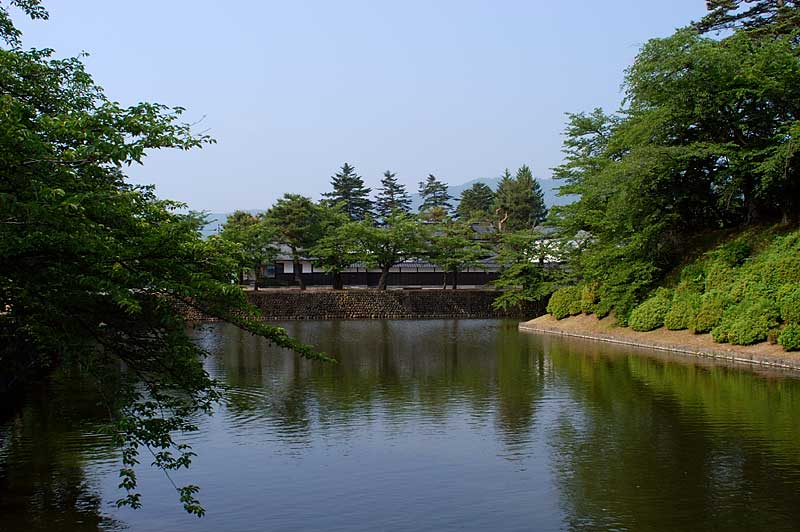
یونه زاوا

قلمروی یونه‌زاوا (به ژاپنی: 米沢藩, Yonezawa-han) یک هان (ژاپن) در دوره ادو در ولایت دوا امروزه استان یاماگاتا در ژاپن بود.